# Geyikdere, Altınova
Geyikdere là một xã thuộc huyện Altınova, tỉnh Yalova, Thổ Nhĩ Kỳ. Dân số thời điểm năm 2010 là 508 người.